# Vladimir Petrović (football, 1955)
Pour les articles homonymes, voir Vladimir Petrović et Petrović.
Vladimir Petrović (né le 1er juillet 1955 à Belgrade) est un footballeur d'origine serbe, joueur de l'Étoile rouge de Belgrade et de l'équipe de Yougoslavie dans les années 1970 et 1980.

## Biographie
Petrović marque cinq buts lors de ses 34 sélections avec l'équipe de Yougoslavie entre 1973 et 1982. Il fait partie de la sélection yougoslave lors de la Coupe du monde 1974 en Allemagne et de la Coupe du monde 1982 en Espagne.

## Palmarès joueur

### En club
- Champion de Yougoslavie en 1973, en 1977, en 1980 et en 1981 avec l'Étoile rouge de Belgrade
- Vainqueur de la Coupe de Yougoslavie en 1982 avec l'Étoile rouge de Belgrade

### EnÉquipe de Yougoslavie
- 34 sélections et 5 buts entre 1973 et 1982[1]
- Participations à la Coupe du Monde en 1974 et 1982

### Distinction individuelle
- Nommé Étoile de l'Étoile rouge

## Palmarès entraîneur

### En club
- Champion de Chine en 2005 avec le Dalian Shide
- Vainqueur de la Coupe de Yougoslavie en 1996 avec l'Étoile Rouge de Belgrade
- Vainqueur de la Coupe de Chine en 2005 avec le Dalian Shide

### Avec l'Équipe de Serbie-et-Monténégro Espoirs
- Finaliste du Championnat d'Europe des. Nations Espoirs en 2004